# Kusini (huyện)
Kusini là một huyện thuộc vùng Zanzibar South and Central, Tanzania. Thủ phủ của huyện Kusini đóng tại Kijini. Huyện Kusini có diện tích ki lô mét vuông. Đến thời điểm điều tra dân số ngày 25 tháng 8 năm 2002, huyện Kusini có dân số 31853 người.